# ایچیکاوا رایزو (هشتم)
ایچیکاوا رایزو (انگلیسی: Ichikawa Raizō VIII؛ ۲۹ اوت ۱۹۳۱ – ۱۷ ژوئیهٔ ۱۹۶۹) یک هنرپیشه، و رقصنده اهل ژاپن بود.